# Alessandra Borghese
Alessandra Romana Borghese (* 25. September 1963 in Rom) ist eine italienische Autorin und Managerin.

## Leben
Alessandra Borghese ist die erstgeborene Tochter des stadtrömischen Adeligen Prinz Alessandro Romano Borghese und der mailändischen Adeligen Fabrizia dei Conti Citterio. Aufgrund einer Familientradition erhielt sie als älteste von vier weiteren Geschwistern den Vornamen ihres Vaters. Zunächst ging sie auf die Chateaubriand-Grundschule in Rom, später besuchte sie das römisch-katholisch-neusprachliche Gymnasium der Herz-Jesu Schwestern.
Nach dem Abitur schrieb sie sich an der John Cabot University in Rom ein. Dort machte sie einen wirtschaftswissenschaftlichen Abschluss in Business Administration. Daraufhin arbeitete sie für drei Jahre beim Kreditkartenunternehmen American Express. Sie beobachtete in der Abteilung für Finanzanalyse in New York vornehmlich die Europäischen Märkte.
Dort lernte sie Konstantinos Niarchos, einen der Söhne von Stavros Niarchos kennen. Das Paar heiratete in New York City und ließ sich nach knapp zweijähriger Ehe wieder scheiden. In dieser New Yorker Zeit befreundete sie sich mit Gloria von Thurn und Taxis und deren Mann Johannes Prinz von Thurn und Taxis. Wieder in Italien war sie Teilhaberin der Marketingfirma International Affairs.
1990 gründete sie in Rom das Centro Culturale Alessandra Borghese, in dem öffentliche Veranstaltungen im Bereich Kunst, Kino und Musik stattfanden. Zur gleichen Zeit ließ sie ein Bauernhaus aus dem 17. Jahrhundert in der Nähe von Montecatini Terme in der Toskana, das sich im Besitz ihrer Familie befindet, restaurieren und in ein touristisches Zentrum umwandeln.
An Mariä Himmelfahrt 1998 wurde sie durch ein persönliches Erlebnis bei einem Gottesdienst in Tutzing am Starnberger See gläubig. Für die Vorbereitung des Jubiläumsjahres 2000 wurde sie von Roms Bürgermeister Francesco Rutelli zur Botschafterin für Kultur und Tourismus ernannt, während dieser Zeit war sie auch Mitglied im Verwaltungsrat der staatlichen Agenzia della Moda.
Bei den italienischen Parlamentswahlen 2008 bewarb sie sich erfolglos für die katholische Unione di Centro um einen Senatsposten.
Borghese ist geschieden, hat keine Kinder und ist Ehren- und Devotions-Dame des Malteserordens. Sie führt den Titel einer Prinzessin.

### Journalistische Aktivitäten
2008 schrieb Alessandra Borghese regelmäßig als Vatikan-Expertin für die Zeitschrift Panorama. Des Weiteren erschienen Artikel von ihr in Il Tempo, Gente, Style (einem Monatsmagazin des Corriere della Sera). Sie begleitete als Journalistin das päpstliche Gefolge bei seinen Auslandsreisen.

### Werke
- Unsere Umgangsformen – Die Welt der guten Sitten von A–Z (mit Gloria von Thurn und Taxis), Goldmann, München 2004. ISBN 3-442-16669-1
- Sulle tracce di Joseph Ratzinger, Cantagalli, Rom 2007. ISBN 88-8272-299-6
- Mit neuen Augen. Mein Weg zum Glauben, Langen/Müller, München 2005,  ISBN 978-3-7844-2986-1